# Ksatri
En el complejo sistema de castas de la India, un ksatri o kshatrí es:
- el hijo de un varón de la casta shudra con una mujer de la casta chatría; según las Leyes de Manu 10.12-26 y 10.49, y según Iagña Valkia 1.94;
- el hijo de un varón chatría con una shudra ―que en las Leyes de Manu (10.12) se llama «ugra»―; según lexicógrafos (tales como Amara Simja, Jalaiuda, Jema Chandra, etc.);
- el hijo de un shudra con una mujer vaisia ―que en las Leyes de Manu (10.12) se llama «aiogava»―; según el Unadi-sutra 2.90;
- kṣattṛí: el hijo de una esclava; según lexicógrafos.
- Kṣattṛí: nombre de Vidura (como el hijo del célebre Viasa con una esclava); según el Majabhárata 1.7381 y 3.246, y el Bhágavata-purana 3.1.1-3.

## Otros significados
- kṣattṛí: el que corta, el que talla o el que distribuye algo; según el Rig-veda 6 13.2, el Atharva-veda, el Shatapatha-bráhmana (13), y el Shankaiana-srauta-sutra.
- kṣattṛí: un asistente, especialmente un portero.
  - anukṣattṛí: el que asiste a un portero o a un auriga; según el Atharva-veda 9.6.49, el Vāyasanei samjitá 30.13, y el Taittiriia-bráhmana.
- kṣattṛí: un chambelán; según el Kathá-sarit-ságara 52.106 y 52.117.
- kṣattṛí: un auriga o cochero; según el Vāyasanei samjitá 16.26, el Shata-rudríia-upanishad 4, el Shankaiana-srauta-sutra 16.1.16.
- kṣattṛí: nombre del dios Brahmá de cuatro cabezas; según lexicógrafos.
- kṣattṛí: pez; según lexicógrafos.

## Nombre sánscrito
- kṣattṛ́, en el sistema AITS (alfabeto internacional para la transliteración del sánscrito).[1]
- क्षत्तृ, en escritura devanagari del sánscrito.[1]
- Pronunciación:
  - /kshatrí/ en sánscrito[1] o bien
  - /kshátri/ en varios idiomas modernos de la India (como el bengalí, el hindí, el maratí o el palí).
- Etimología: proviene de la raíz sánscrita kṣad:[2]
  - kṣádate o chakṣadāná: ‘cortar, diseccionar, dividir, matar’; esa palabra ya aparecía en el Rig-veda 1.116.16 y 1.117.18, y en el Aitareia-bráhmana 1.15.
  - kṣad: escarbar o tallar carne, distribuir alimentos, en el Atharva-veda 10.6.5.
  - kṣad: ‘tomar alimentos, consumir, comer’, en el Rig-veda 1.25.17 (donde aparece como kṣádase) y 10.79.7 (como chakṣadé). Como raíz sautra, kṣad significa ‘cubrir’ y ‘dar refugio’.